# Marko Marin
Marko Marin (født 13. marts 1989 i Bosanska Gradiška, Jugoslavien) er en tysk fodboldspiller af bosnisk oprindelse, der spiller som midtbanespiller for Ferencvarosi i den bedste ungarske fodboldrække OTP Bank Liga.
Han har tidligere spillet for blandt andet Chelsea i England samt Borussia Mönchengladbach og Werder Bremen i hjemlandet.

## Landshold
Marin står (pr. april 2018) noteret for seksten kampe og én scoring for Tysklands landshold, som han debuterede for den 27. maj 2008 i et opgør mod Hviderusland. Den 20. august samme år scorede han sit første mål for landsholdet, i en kamp mod Belgien. Han blev en del af den tyske trup til VM i 2010 i Sydafrika.